# دالاس تايلور
دالاس تايلور (بالإنجليزية: Dallas Taylor)‏ هو مغني أمريكي، ولد في 17 مايو 1980.

## وصلات خارجية
- دالاس تايلور على موقع IMDb (الإنجليزية)
- دالاس تايلور على موقع ميوزك برينز (الإنجليزية)
- دالاس تايلور على موقع ديسكوغز (الإنجليزية)